# Museum für Natur und Umwelt Lübeck

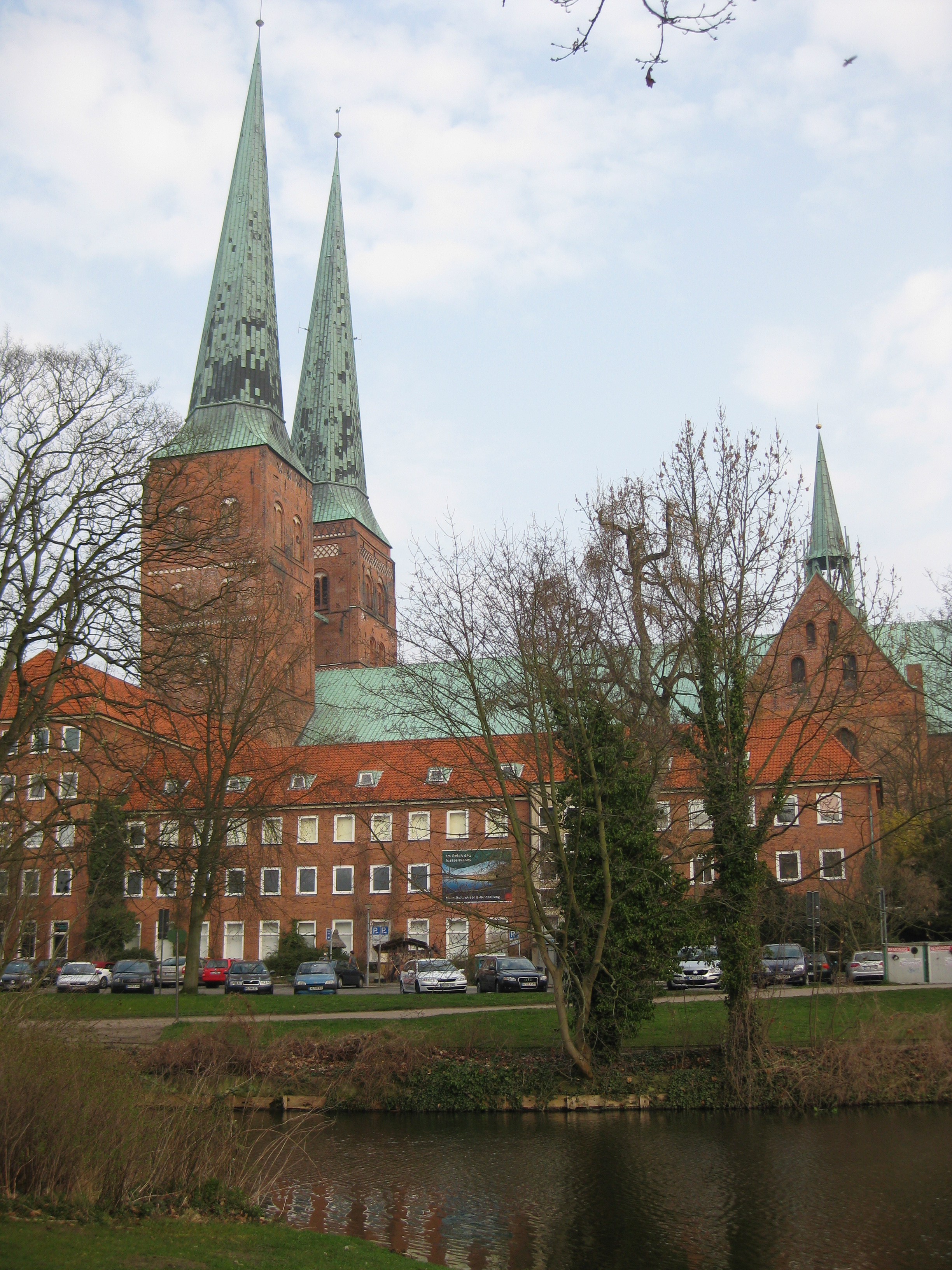
Museum für Natur und Umwelt

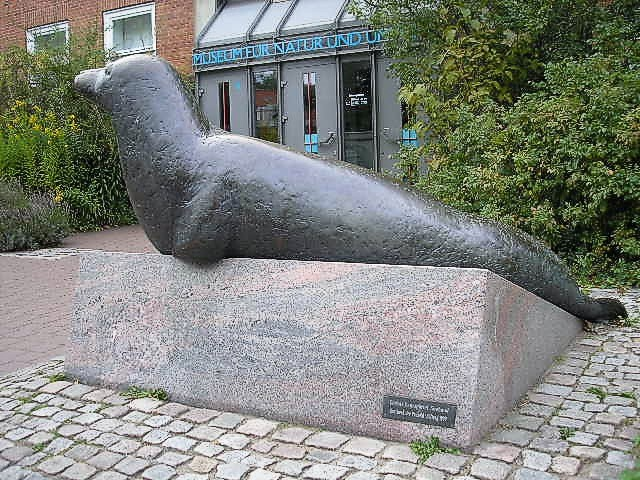
Christa Baumgärtel, Seehund vor dem Museum für Natur und Umwelt, Geschenk der Possehl-Stiftung 1990

Das Museum für Natur und Umwelt der Hansestadt Lübeck ist ein 1893 erstmals eröffnetes naturhistorisches Museum in Lübeck.
Das Museum liegt in unmittelbarer Nachbarschaft des Lübecker Doms in einem Neubau der 1960er Jahre und ist mit dem Dom baulich durch einen Kreuzgang verbunden. Das ursprüngliche Museumsgebäude des Museums am Dom wurde im März 1942 beim Bombenangriff auf Lübeck zerstört. Wiederaufgebaut wurde es ab 1951 von seinem Direktor Gotthilft von Studnitz, dem Nachfolger von Ludwig Benick.

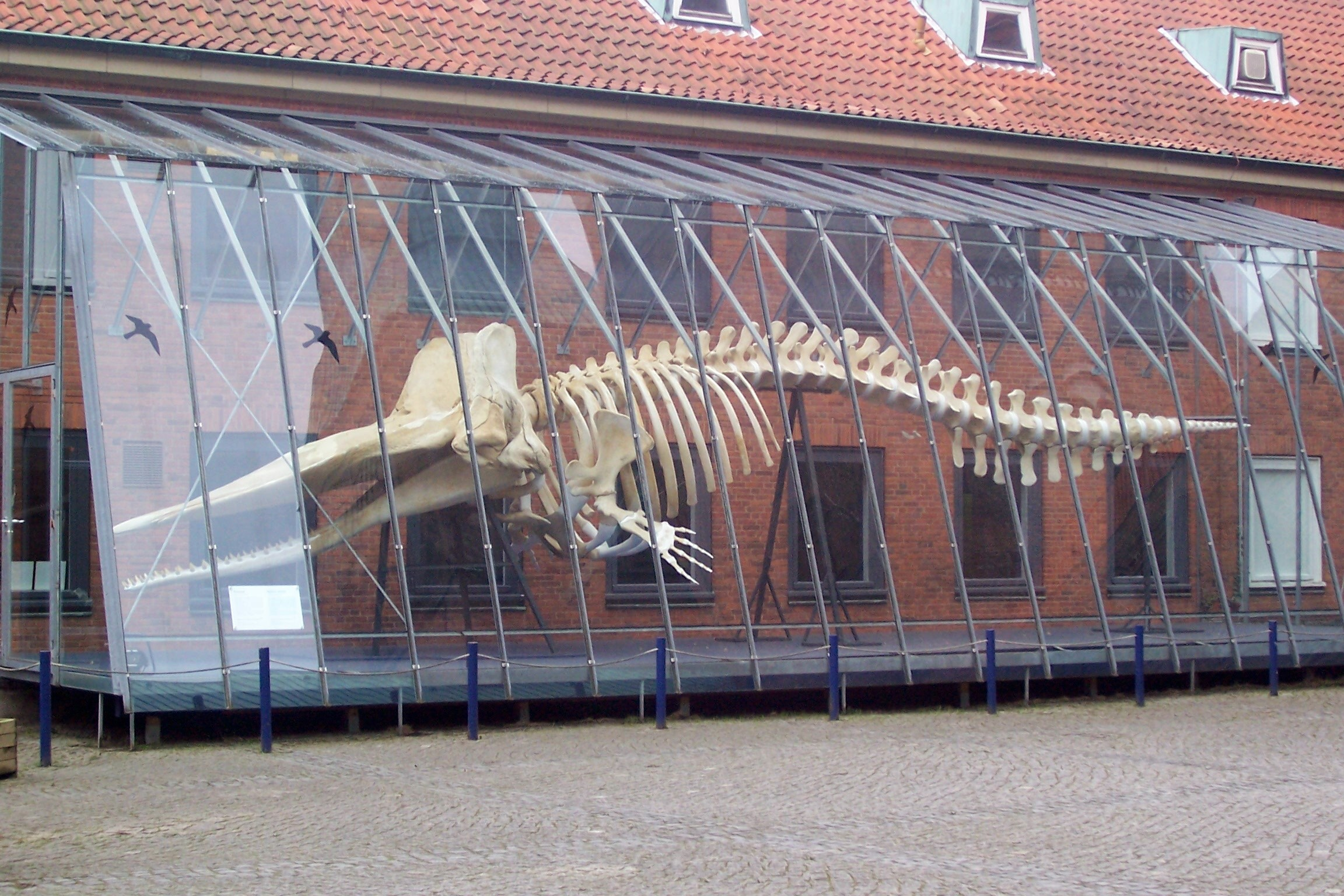
Skelett eines Pottwals im Kreuzgang des Doms

Das Museum baute ursprünglich auf den Sammlungen des Naturforschers Johann Julius Walbaum auf. Es zeigt heute insbesondere Exponate zur Natur und Umwelt Lübecks und Holsteins.
Im Innenhof zum Dom wird ein Skelett eines Pottwals gezeigt. Im Museum für Natur und Umwelt werden fossile Bartenwale aus dem unteren Neogen (Miozän), die aus einer Kiesgrube bei Groß Pampau stammen, präsentiert.
Im Mai 2008 wurde die Naturerlebnisausstellung über die regionalen Gewässer Wakenitz, Trave und der Lübecker Bucht mit dem Titel „Im Reich des Wassermanns“ eröffnet.
Das Museum wird durch den Förderverein des Museums für Natur und Umwelt Lübeck e. V. unterstützt.